# Ctimene arybasa
Ctimene arybasa är en fjärilsart som beskrevs av Walker 1862. Ctimene arybasa ingår i släktet Ctimene och familjen mätare. Inga underarter finns listade i Catalogue of Life.